# اوگنیا فیلوننکو
اوگنیا فیلوننکو (اوکراینی: Євгенія Філоненко؛ زادهٔ ۱۲ اوت ۱۹۸۲) اسکیت‌باز نمایشی اهل اوکراین است. او همچنین از اسکیت‌بازان نمایشی در بازی‌های المپیک زمستانی ۱۹۹۸ بوده‌است.

## زندگی
فیلوننکو در دنیپرو زاده شد.